# Bennington (Kansas)
Bennington es una ciudad ubicada en el condado de Ottawa en el estado estadounidense de Kansas. En el año 2010 tenía una población de 672 habitantes y una densidad poblacional de 610,91 personas por km².

## Geografía
Bennington se encuentra ubicada en las coordenadas 39°1′59″N 97°35′35″O / 39.03306, -97.59306 (39.033174, -97.593030).

## Demografía
Según la Oficina del Censo en 2000 los ingresos medios por hogar en la localidad eran de $37,303 y los ingresos medios por familia eran $45,972. Los hombres tenían unos ingresos medios de $32,143 frente a los $21,429 para las mujeres. La renta per cápita para la localidad era de $15,919. Alrededor del 6.0% de la población estaban por debajo del umbral de pobreza.